# Indirekt
Indirekt was tussen augustus 1982 en december 1987 een melodieuze Nederlandse punkband.
De band uit Hoorn bestond voor november 1984 uit zangeres Marjolein Hennis, daarna zangeres Anneke Knip, bassist Rick Blom, drummer Jeroen Hennis (soms met Niels De Wit (Vernon Walters) als invaller) en gitarist Ruud Sweering. Daarnaast heeft Indirekt korte tijd opgetreden met de drummers Pablo (Stijn de Jong) en Cheiz Muntjewerf. De band trad meer dan 130 keren op waarvan 40 optredens over de grens. Zij ondernamen vijf keer een tour in Duitsland, Spanje, en Denemarken. In 2008 werd oud materiaal opnieuw uitgebracht aangevuld met vijf nieuwe nummers op verzoek van een Amerikaans platenlabel. Daarom zijn  de Nederlandstalige teksten in het CD-boekwerk in het Engels vertaald, waardoor sommige Nederlandstalige luisteraars moeten gissen naar de tekst die in enkele nummers nogal snel gezongen wordt.

## Discografie
- Groeten Uit Hoorn - Cassette 1983
- Nieuws Voor Doven En Slechthorenden ?(7", ep) - Ko-Rec 1984
- Op Oorlogspad (lp, album) - Eigen beheer 1985
- Nacht Und Nebel (7", ep) - Diehard Records 1986
- The Vernon Walters & Indirekt - Present History ?(lp) - Let's Make Our Own Records 1987[3]
- Total War Path (dubbel-cd) - Grand Theft Audio 2008